# Estimator
I statistik är estimator en regel för att beräkna en skattning av en given parameter baserad på ett stickprov av observerade data. På så sätt hålls regeln och dess resultat (skattningen) åtskilda. Med punktskattningar avses estimatorer som  ger envärda resultat, vilket också inbegriper entydigt vektor-värda resultat och sådana som kan uttryckas som en enstaka funktion. Motsatsen är en intervallskattning, där  resultatet skulle vara en räcka av möjliga värden  (eller vektorer respektive funktioner).
Teoretisk statistik sysslar med egenskaper hos estimatorer; det vill säga med att definiera egenskaper som kan användas att jämföra olika estimatorer (skilda regler för att skapa skattningar) för en och samma kvantitet, baserad på samma data. Sådana egenskaper kan användas som bästa regel för att  ta till under givna omständigheter. Främst undersöker man tre egenskaper:
- Väntevärdesriktighet, även kallad bias: Att väntevärdet på estimatet motsvarar exakt värdet på parametern.
- Varians: Ju mindre varians på skattningen given en storlek på stickprovet, desto bättre.
- Konsistens: Om både felet och variansen går mot noll då storleken på stickprovet går mot oändligheten.

Inom robust statistik går dock teorin vidare till att beakta balansen mellan att ha goda egenskaper, om snävt definierade antaganden gäller, och att ha mindre goda egenskaper som håller under vidare villkor. Motivationen är att få fram estimatorer som inte olämpligt påverkas av små avvikelser från  modellantaganden.